# Altenberg (Erzgebirge)

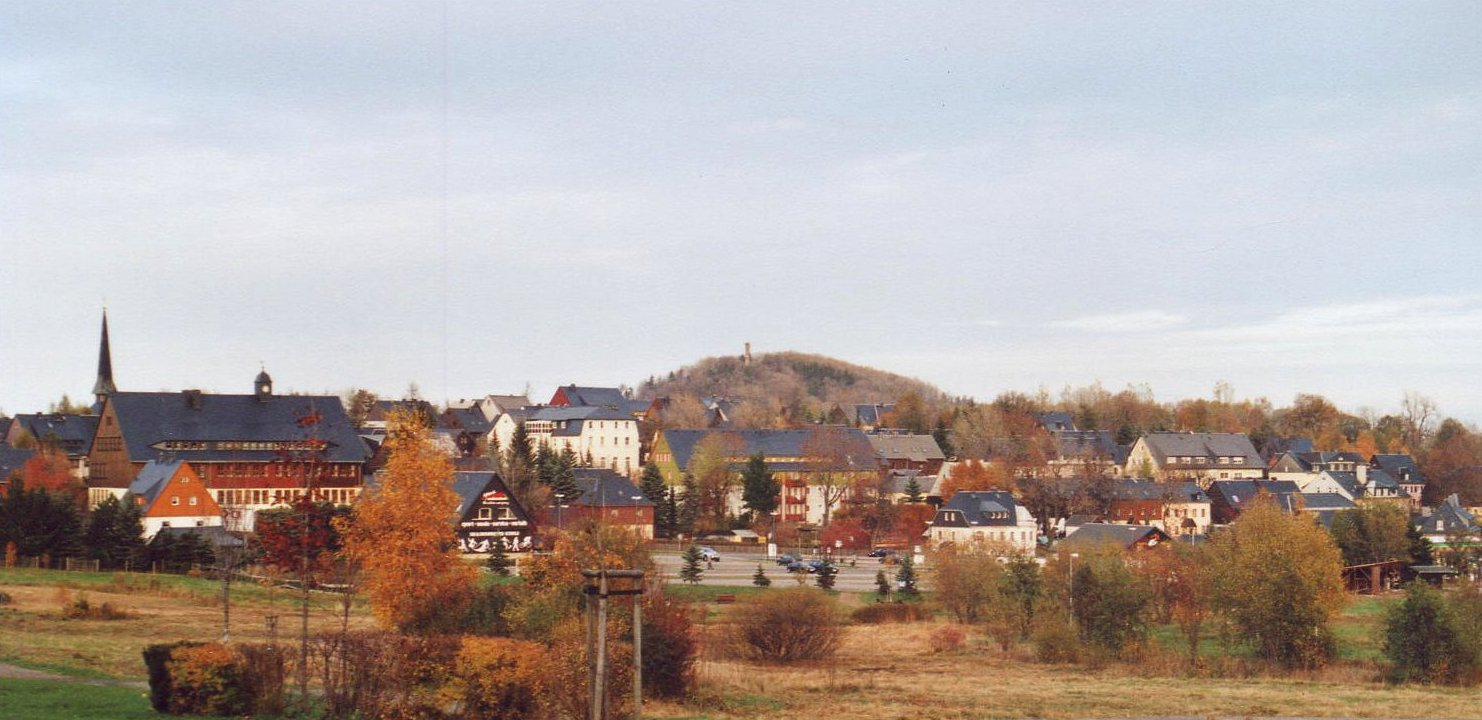
Altenberg

Altenberg este un oraș în districtul Weißeritzkreis, în Saxonia, Germania. Este situat în Munții Ore, în apropierea graniței cu Republica Cehă, la 15 km nord-vest de Teplice, și la 32 km sud de Dresden. Numele Altenberg înseamnă vechiul munte. 